# 科举考场
科举考场是中国历史上用于科举考试的建筑。独立的、永久性的科举考场始设于北宋徽宗时期:204。不同级别的科举考场有不同名称:79和别称:203。
唐朝开元二十四年（736年），开始由礼部主持科举考试。设置贡院做为考试专门机构。以礼部或尚书省等机构办公区域为临时考场。宋朝沿用五代制度。初期，礼部贡院并无固定场所。宋徽宗崇宁年间，礼部贡院置于辟雍内。南宋时，礼部贡院置大中门，“中门内西廊各千余间廊屋，为士子试处”:203—204。元朝科举开始实行乡试。明清时，乡试考场称贡院，在京城和省会均有设置。清代共有17座贡院。地方官学考试即童生试的考场称试院、考棚:79。
唐和五代科举考场中，试铺之间没有间隔:203。明清科举考场以成排设置、相互隔开、相对独立的小房间——号舍为主体。全国各地考场规模不一，少则数十间，多则上万间。最多者为20644间的江南贡院。